# Viễn Sơn
Viễn Sơn là một xã thuộc huyện Văn Yên, tỉnh Yên Bái, Việt Nam.

## Địa lý
Xã Viễn Sơn nằm ở phía nam huyện Văn Yên, có vị trí địa lý:
- Phía đông giáp xã Xuân Ái
- Phía tây giáp xã Mỏ Vàng
- Phía nam giáp huyện Trấn Yên
- Phía bắc giáp xã Đại Sơn và xã Yên Phú.

Xã Viễn Sơn có diện tích 42,51 km², dân số năm 2019 là 3.537 người, mật độ dân số đạt 83 người/km².

## Lịch sử
Ngày 16 tháng 12 năm 1964, Chính phủ ban hành Quyết định số 177-CP về việc thành lập huyện Văn Yên và điều chỉnh Nhất Trí thuộc huyện Trấn Yên về huyện Văn Yên quản lý.
Ngày 3 tháng 4 năm 1965, Bộ Nội vụ ra Quyết định số 125 về việc đổi tên xã Nhất Trí thành xã Viễn Sơn.